# 达伦·克拉克 (高尔夫球运动员)
戴倫·克拉克（英語：Darren Clarke，1968年8月14日—）是一位北愛爾蘭職業高爾夫球選手。在2000年到2002年期間，他有43周都處於世界排名前10之列。此外他還曾連續五屆參加萊德盃歐洲隊（1997、1999、2002、2004、2006）。

## 外部連結
- PGA巡迴賽網站上的介紹
- PGA歐洲巡迴賽網站上的介紹